# Emisor
El emisor es uno de los conceptos de la comunicación, de la teoría de la comunicación y del proceso de información que alude al elemento que envía o genera el mensaje a través de un canal hasta un receptor, perceptor u observador.
En sentido más estricto, el emisor es aquella fuente que genera mensajes de interés o que reproduce una base de datos de la manera más fiel posible sea en el espacio o en tiempo. La fuente puede ser el mismo actor de los eventos o sus testigos. Una agencia que se encarga de reunir noticias se le llama fuente, así como cualquier base de datos que sea considerada fiable y creíble.
Un emisor puede ser tanto un aparato, por ejemplo una antena, o un emisor humano, por ejemplo un locutor.La palabra "emisora" deriva de emisor, es decir, que emite por medio de las ondas hertzianas.
- En correo: un emisor también hace referencia a la persona u organización que expide una carta y cuya dirección viene indicada en el sobre de la carta.
- En economía: un emisor puede ser, por ejemplo, el banco sistema de elementos.
- En educación: un emisor es toda aquella persona o cosa que transmita los conocimientos al educando, por ejemplo el maestro.

Para que la comunicación sea efectiva, el emisor y el receptor deben compartir el mismo código.En la comunicación ordinaria, los papeles del emisor y del receptor pueden intercambiarse.
Según las funciones del lenguaje, el emisor cumple con la función expresiva o emotiva, en la cual se manifiestan sentimientos, emociones y opiniones, como por ejemplo: El camino es peligroso.
Las funciones del emisor son:
- Elaborar el mensaje;
- Transmitir y enviar la información a los receptores;
- Expresar ideas en un código determinado.

## Otros nombres
Enunciatario: es aquella persona que se encuentra a disposición y alerta a la hora de recibir el mensaje del enunciador. El enunciador es aquella persona que envía el mensaje al enunciatario, el que realiza la acción de emitir, ejemplificando la cadena de la comunicación.
Después el enunciatario se encuentra disponible para devolver el mensaje al enunciador.

## Dentro del proceso de información
Dentro del proceso de información se puede distinguir un proceso inicial de formación de los datos a ser transmitidos. En realidad, la emisión de un mensaje puede incluir varios elementos:
1. La fuente de información es aquella que se encuentra al inicio mismo de la emisión y que puede incluir todo un complejo sistema de elementos. La fuente puede ser el mismo actor de los eventos o sus testigos. Una agencia que se encarga de reunir noticias puede ser llamada fuente, así como cualquier base de datos que sea considerada fiable y creíble.
2. El sistema humano o técnico encargado de codificar el mensaje de la información adquirido de la fuente es parte del proceso de emisión. Para algunos observadores, debería distinguirse esta parte entre fuente y transmisor, sin embargo, con frecuencia ambos términos se confunden.

Un emisor puede ser tanto un no, por ejemplo una antena, o un emisor humano, por ejemplo un locutor.  La palabra "emisora" deriva de emisor, es decir, que emite por medio de las ondas hertzianas.

## Características de la emisión
Como ente codificador, el emisor debe estar en la capacidad de organizar el mensaje de tal manera que el receptor lo pueda decodificar. En tal sentido, el emisor debe operar sólo con un mismo sistema de lenguaje entendible y que en sí mismo se constituye en un canal de información.
Además del lenguaje, sea este el tipo de lenguaje que sea, el emisor debe ser organizado y estar en la capacidad de poner su mensaje en un canal que sea del acceso del receptor, perceptor y observador. Sin estas dos características - lenguaje común y canal de comunicación - no existe en sentido estricto un emisor.

## En economía
Dentro de la economía el emisor es una entidad legal, institución, organización, empresa privada, gobiernos nacionales o extranjeros, sociedades de inversión u otros que desarrollan, registran y luego venden valores comerciales con el fin de financiar sus operaciones. Los emisores son legalmente responsables de las emisiones en cuestión y de informar las condiciones financieras, materiales desarrollados y cualesquiera sean sus actividades operacionales requeridas por las regulaciones dentro de sus jurisdicciones.
Por ejemplo, un banco que realiza empréstitos es un emisor y el título, resultado de la transacción, es una emisión. En muchos documentos comerciales y legales en donde se presentan contratos entre dos partes, se utiliza ampliamente emisor en referencia a la entidad o sociedad que emite obligaciones, préstamos y otras acciones similares. Para los emisores de facturas, es la persona natural o jurídica que proporciona un bien físico o servicio a otro individuo o institución y que con motivo de esta entrega debe elaborar una factura la cual será pagada en un plazo determinado por las partes.
Los tipos más comunes de valores emitidos son: las acciones comunes y preferentes, bonos, pagarés, obligaciones y facturas.